# Halomonas
Halomonas es un género dentro del filo Pseudomonadota. Estas bacterias halófilas son capaces de crecer con altas concentraciones de sal dentro de un rango del 5 al 25% de NaCl. La especie tipo de este género es Halomonas elongata cuyo nombre deriva del griego hals halos (sal) y de monas (unidad) y hace referencia a la tolerancia a la sal que presentan.